# Cedar Bellows
Cedar Bellows (* 15. Oktober 1992 in Joes, Colorado) ist eine US-amerikanische Beachhandballspielerin auf der Position der vorrangig in der Defensive eingesetzten linken Flügelspielerin Nationalspielerin ihres Landes ist.

## Ausbildung und Karriere sowie Karriere im Volleyball
Cedar Bellows wuchs in ihrem Geburtsort Joes im östlichen Colorado auf, wo sie die Liberty High School besuchte. Sie betrieb zunächst neben Volleyball Leichtathletik, Baseball, Softball, Basketball und Rodeo. Nach der High School begann sie 2011 ein Biologiestudium an der Regis University, wo sie von 2011 bis 2016 auf College-Level Volleyball spielte. Bei vier Turnieren lief sie als Mittelblockerin für die National Collegiate Athletic Association auf. An der Regis University erlangte sie im Dezember 2016 ihren Bachelor in Biologie uns setzt danach ihre Ausbildung mit in der Spezialisierung zur Arztassistentin fort. 2017 wurde sie als Performance and Operations Specialist Mitarbeiterin bei einem medizinischen Unternehmen in der Diagnostik-Software-Branche. Nachdem Bellows Beachhandball für sich entdeckte, begann sie intensiv mit dem Sport und erreichte schnell ein nationales Spitzenniveau. Seit 2019 ist sie zudem bei der Freiwilligen Feuerwehr (Reserve Firefighter) aktiv.

## Beachhandball
Seit 2019 ist Bellows, die wie der Großteil der US-Auswahlmannschaft für den Los Angeles THC aufläuft, Teil der US-Beachhandball-Nationalmannschaft. Schon bei ihrem ersten Turnier, der erstmals ausgetragenen Nordamerika- und Karibikmeisterschaft 2019 in Chaguanas, gewann sie mit ihrer Mannschaft den Titel. Mit der Platzierung bei den kontinentalen Meisterschaften war auch die Qualifikation zu den World Beach Games 2019 in Doha erreicht worden. In Katar wurde sie mit ihrer Mannschaft Zehnte.
Danach dauerte es aufgrund der Corona-Pandemie bis 2022, dass Bellows zu weiteren Einsätzen im Nationaldress kam. Bei den Nor.Ca. Beach Handball Championships 2022 in Acapulco erreichten die USA wie schon 2019 das Finale gegen Mexiko, unterlag mit ihrer Mannschaft den Nachbarinnen aus dem Süden aber vor deren Heimpublikum. Die Qualifikation zu den Weltmeisterschaften 2022 in Iraklio auf Kreta gelang indes ohne größere Probleme. In Griechenland zogen die USA dank eines Sieges über Vietnam nach der Vorrunde in die Hauptrunde ein, wo allerdings alle weiteren Spiele verloren wurden und die USA somit die Qualifikation für das Viertelfinale verpassten. Nach einer Niederlage gegen Ungarn und einem Sieg über Australien spielte die US-Mannschaft zum Abschluss erneut gegen Vietnam um den 13. Platz, unterlag dieses Mal aber im Shootout. Für die World Games in Birmingham (Alabama) war die US-Mannschaft als Gastgeber automatisch qualifiziert. Auch dieses Turnier wurde noch von der Pandemie überschattet, von den acht qualifizierten Teams konnten Dänemark und Vietnam nicht antreten. Durch Siege über Australien und Mexiko konnten sich die Spielerinnen der Vereinigten Staaten in der Jeder-gegen-Jeden-Vorrunde als Tabellenvierte für das Halbfinale qualifizieren. Dort erwiesen sich aber die amtierenden Weltmeisterinnen aus Deutschland ebenso als zu stark wie die Mannschaft Argentiniens im Spiel um die Bronzemedaille. Bellows bestritt alle sieben möglichen Spiele, ohne dabei einen Treffer zu erzielen. Mit vier erhaltenen Zeitstrafen war sie neben Liv Süchting die aggressivste Spielerin des Turniers, was zudem in der Zahl von neun verursachten Strafwürfen ersichtlich war, der Spitzenwert in dieser Wertung, den sie gemeinsam mit Luciana Scordamaglia belegte.
2020 wurde Bellows als Vertreterin der Frauen-Beachhandball-Nationalmannschaft in das Athletes' Advisory Council des Board Of Directors des US-Handballverbandes gewählt.

## Erfolge
| World Games - 2022: 4. World Beach Games - 2019: 10. | Weltmeisterschaften - 2022: 14. Nordamerika- und Karibikmeisterschaften - 2019: 1. - 2022: 2. |

## Belege und Anmerkungen
1. ↑  Cedar Bellows - 2015 - Volleyball. Abgerufen am 20. Januar 2023 (englisch).
2. ↑  Employee Spotlight – Cedar Bellows | MuscleSound. Abgerufen am 20. Januar 2023.
3. ↑  Beach Handball - United States vs Argentina | Women's Group A Match | ANOC World Beach Games 2019. Abgerufen am 12. August 2022 (deutsch).
4. ↑  2022 NACHC Beach Handball Championship Match & Streaming Info - Updated Results. In: teamusa.org. USA Team Handball, 25. April 2022, abgerufen am 27. Januar 2023 (englisch).
5. ↑  IHF | USA men and Mexico women celebrate continental beach handball titles. Abgerufen am 12. August 2022.
6. ↑  IHF | USA's 'Self' promotion on the sand. Abgerufen am 12. August 2022.
7. ↑  IHF | Debutants USA storm into last four on home sand in Birmingham. Abgerufen am 12. August 2022.
8. ↑  Steve Irvine | 07.16.22: U.S. Beach Handball teams fail to medal but make progress in World… Abgerufen am 12. August 2022 (amerikanisches Englisch).
9. ↑  Six Athletes Elected To The USA Team Handball Athletes' Advisory Council. In: eamusa.org. USA Team Handball, 17. Juli 2020, abgerufen am 5. Februar 2023 (englisch).

| Personendaten    | Personendaten                      |
| ---------------- | ---------------------------------- |
| NAME             | Bellows, Cedar                     |
| KURZBESCHREIBUNG | US-amerikanische Handballspielerin |
| GEBURTSDATUM     | 15. Oktober 1992                   |
| GEBURTSORT       | Joes, Colorado, Vereinigte Staaten |